# عقد 1340
عقد 1340 هو عقد امتد بين 1 يناير 1340 و31 ديسمبر 1349 بحسب التقويم الميلادي. سبقه عقد 1330 ولحقه عقد 1350.

## أحداث
- الموت الأسود (1347)
- معركة طريف (1340)
- معركة سلايس (1340)
- معركة كريسي (1346)

## مواليد
- المنصور صلاح الدين محمد (1347)
- فريدريكو الرابع ملك صقلية (1342)
- فيليب الجريء (1342)
- بياتريس كونتيسة ألبوركويركي (1347)
- وات تايلر (1341)
- جان الأول، كونت لامارش (1344)
- فيليب الأول، دوق بورغندي (1346)
- جيفري تشوسر (1343)
- إسكندر شاه (1344)
- جوان من فرنسا (1343)
- مارجريت من بريخ (1342)

## وفيات
- إبراهيم الواثق بالله (1341)
- والتر برلي (1344)
- لويس الأول، دوق بوربون (1341)
- المنصور سيف الدين أبو بكر (1341)
- أمدا سيون الأول إمبراطور إثيوبيا (1344)
- روبيرتو ملك نابولي (1343)
- إيرين بالوجينا من طرابزون (1341)
- سليمان المستكفي بالله (1340)
- فيليب الثالث ملك نافارا (1343)
- إيفان الأول (1340)
- محمد بن عبد الهادي المقدسي (1343)

## كتب
- Yves Denis Papin (1998). Chronologie de l'histoire ancienne. Lieu de publication non identifié: Éditions Jean-paul Gisserot. ISBN:2-87747-346-5. OCLC:40746926. مؤرشف من الأصل في 2022-03-16.
- موسوعة حضارة العالم (2002) لأحمد محمد عوف.

## معرض صور

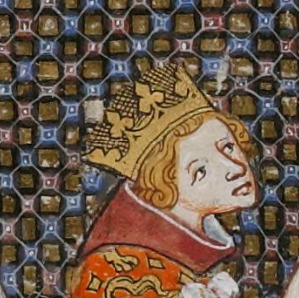
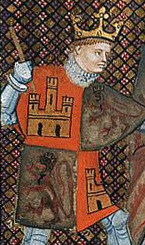
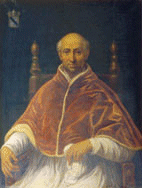
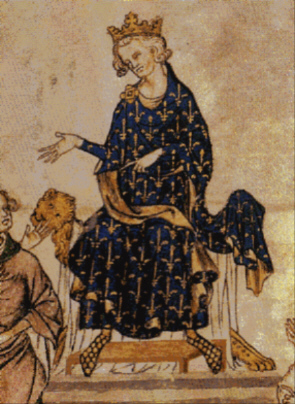

## روابط خارجية
- تصفح سنة بسنة عقد 1340 على موقع onthisday.com
- تصفح سنة بسنة عقد 1340 ابتداءً من سنة عقد 1340 على موقع المكتبة الوطنية الفرنسية